# محافظة مرات
محافظة مرات تقع في الجهة الشمالية الغربية لمدينة الرياض بالمملكة العربية السعودية وتتبع إداريًا لمنطقة الرياض و تعليمياً لإدارة التعليم بمحافظة شقراء. وسكان محافظة مرات الاصليين هم آل دايل من الوداعين الدواسر انتقل جدهم دايل بن محمد الودعاني من الفرعه في وادي الدواسر سنه 1050هـ لكثره القحط 

## الموقع
تقع محافظة مرات بين درجة عرض 40 و25 درجة شمالا وبين خط الطول 45 و45 درجة شرقا في الجهة الجنوبية لمنطقة الوشم في إقليم اليمامة، وعلى ارتفاع 600 متر على سطح البحر، وتبعد عن مدينة الرياض 175 كم تقريباً من مدينة الرياض (طريق القدية) وعلى بعد 167 كم تقريباً من (طريق ديراب) كم، كما تبعد عن مدينة شقراء بمسافة تقدر بنحو من 35 كم، وهي على طريق الحجاز القديم.

## المناخ
منطقة خصبة ذات مناخ قاري تنخفض درجة الحرارة وتشتد البرودة شتاءً، وتصل إلى معدل مرتفع من الحرارة في أشهر الصيف، وتعتبر الزراعة أهم مقومات الحياة الاقتصادية لسكان مرات حيث يولونها رعاية كبيرة.

## المعالم الأثرية

### قصر الملك عبد العزيز
الذي أمر الملك عبد العزيز ببنائه عام 1350 هـ، والذي بني في موقعه شرطة مرات، ولازال الأهالي يحدوهم الأمل في إعادة بنائه في موقعه لما له من مكانة في نفوسهم.

### جبل كميت
تشتهر المدينة بجبل يقع جنوبها ويسمى بجبل (كميت) وكميت بضم الكاف وفتح الميم وتشديد الياء وتسكين التاء مأخوذة من الكمتة وهو اللون البني بين الأحمر والأسود. ويقع هذا الجبل في مدينة مرات ويشرف عليها من الجهة الشمالية، وهو جبل منتصب يُرى من بعد.
وفي المثل: (إضمن لي كميت أضمن لك مرات) والمراد إذا كان هذا الجبل الذي تراه هو جبل كميت فأنا أضمن لك مرات تحته، ومبالغة في القرب والملازمة. وهو مشهور عند أهل البلد وغيرهم واسمه مقترن بمرات فحينما يذكر كميت في أشعار أهلها وغيرهم.

### بئر الوليدي
وهو بئر حفره الصحابي الجليل ((خالد بن الوليد)) أثناء مروره بمرات أيام حروب الردة وهو موجود إلى وقتنا الحاضر.

### غدير كميت
غدير كميت أو (الجفرة) المشهورة وهي مصب (لمسناة) من الشعيب فيصب في هذه الحفرة ذات الأرض الطينية مكونة بحيرة صغيرة يحفها الأثل وينتفع منها أهل مرات قديماً وقد وضع عليها سور ولها مدخل طيني جميل من جهة القرية جرى ترميمه.
هذا الغدير أو جفرة كميت قديم جداً وغير معروف التاريخ ولكن له أهميته لأهالي مرات في القدم لتوفير ماء الشرب للبلدة وقد تستمر في المياه طوال العام إذا كانت السيول طيبة دون أن تأسن وذكر ابن جنيدل أن (وادي كافت) هو وادي مرات وأنه يسقي نخيل القرية ويملأ الجفرة الكبيرة الواقعة شمالها.

### سدود المحافظة
يوجد في المحافظة سدان زراعيان، هما:
- سد مرات، نوع السد خرساني السعة التخزينة:400000 م3، أنشئ في عام 1397هـ.
- سد مانح، نوع السد ترابي السعة التخزينة:100000 م3، أنشئ في عام 1401هـ.

## تعداد السكان والمساكن
- بلغ عدد سكان محافظة مرات (9,846) نسمة حسب تعداد السعودية 2022، عدد السعوديين (6,914) نسمة، وعدد غير السعوديين (2,932) نسمة.[5]
- بلغ التعداد العام للسكان في محافظة مرات وتوابعها عام 2010م حوالي (31.523) نسمة، وعدد المساكن حوالي (3.675) مسكن، وعدد الأنشطة التجارية حوالي (2.632) وعدد المزارع والمشاريع الزراعية والحيوانية حوالي (1.867).